# Antonio Amorós (atleta)
Antonio Amorós (Caudete, Albacete, 9 de enero de 1927-Yecla, 3 de agosto de 2004) fue un atleta español apodado «El Galgo de Caudete», especialista en pruebas de larga distancia (3.000, 5.000 y 10.000 metros) y campo a través. 
A pesar de ser caudetano, el hecho de que pasara la mayoría de su carrera deportiva en Cataluña hizo creer a mucha gente que era catalán. Antonio fue la prolongación de la generación anterior de Gregorio Rojo y Constantino Miranda, todos ellos hombres pertenecientes a una población española acostumbrados al sufrimiento y las penurias por lo tanto endurecidos y predispuestos a las pruebas de larga distancia. Consiguió poseer tres plusmarcas españolas simultáneas, la de 3.000, 5.000 y 10.000m lisos siendo el primer español en bajar de la barrera de la media hora en esta última. Sin embargo, era un hombre de campo y donde se desenvolvía con gran facilidad era en el cross, y sobre todo en circuitos embarrados de los que casi ya no quedan. Prueba de ello fue su participación en la edición de 1961 del Cross de las Naciones, celebrada en Nantes, cuando ya era un veterano atleta de 34 años: en un circuito completamente embarrado consiguió un asombroso segundo puesto. Esta prueba a partir del año 1973 se convertiría en el campeonato del mundo oficial de campo a través.
Durante la mayor parte de su carrera deportiva vistió la camiseta del Real Club Deportivo Español, club al que llegó procedente de la sección de atletismo del Real Madrid Club de Fútbol.

## Palmarés Nacional
- Ex-plusmarquista español de 3000, 5000 y 10000 metros lisos.
- Campeón de España de 5000 m lisos los años 1953-54-55-56.
- Campeón de España de 10000 m lisos los años 1953-54-55-56.
- Campeón de España de Campo a través los años 1954-55-57-58-61.
- Subcampeón de España de 10000 m lisos los años en 1951 y 1958.
- 6 veces campeón de España de cross.
- 12 veces campeón de Cataluña.
- Campeón de España de 50 km marcha en 1969.

## Palmarés Internacional[2]
- 70 veces internacional
- Subcampeón del mundo de cross.
- 8.º Campeonato de Europa Estocolmo 1958 en la prueba de 10 000 m lisos.

## Honores
- En Caudete hay una calle con su nombre.
- El club de atletismo de Caudete se llama Club Atletismo Antonio Amorós, del que él fue Presidente honorífico.
- En Sta. Coloma de Gramenet (Cross Internacional Antonio Amorós) y en Caudete se organizan carreras que llevan su nombre.[2]
- En Santa Coloma de Gramenet, hay un complejo de atletismo con su nombre.
- En Caudete también hay un complejo de atletismo con su nombre.